# Pollard Berrier
Pour les articles homonymes, voir Berrier.
Pollard Wright Berrier est un chanteur américain né le 10 octobre 1978 à Boulder (Colorado, États-Unis), ayant grandi dans le Colorado et désormais installé en Europe.
Ancien membre du collectif Bauchklang, il est aujourd'hui l'un des chanteurs du collectif Archive.

## Carrière avec Archive
Pollard Berrier rejoint Archive en 2005, après avoir donné un CD contenant ses démos à Darius Keeler et Danny Griffiths, les deux fondateurs du groupe. Le départ récent du chanteur Craig Walker aurait facilité son arrivée dans le collectif[réf. nécessaire]. Sa première contribution à un album d'Archive remonte à Lights, en 2006. Depuis, il participe aux albums suivant, dont Controlling Crowds en 2009, Controlling Crowds Part IV en 2009 (notamment sur le single Bullets),With Us Until You're Dead en 2012, Axiom en 2014 et Restriction en 2015.
Il participe à la composition, à l’écriture et joue également de la guitare sur certains morceaux du groupe.